# Annika Drazek
Annika Drazek (ur. 11 kwietnia 1995 w Gladbeck) – niemiecka bobsleistka, dwukrotna medalistka mistrzostw świata.

## Kariera
Początkowo Drazek uprawiała lekkoatletykę, specjalizując się w sprintach i biegach przez płotki. Największy sukces w karierze osiągnęła w 2016 roku, kiedy wspólnie z Anją Schneiderheinze-Stöckel zdobyła złoty medal w dwójkach na mistrzostwach świata w Igls. Ponadto na rozgrywanych rok wcześniej mistrzostwach świata w Winterbergu Niemki w tym samym składzie wywalczyły srebrny medal. W zawodach Pucharu Świata zadebiutowała 16 stycznia 2015 roku w Königssee, zajmując trzecie miejsce. Jak dotąd nie startowała na igrzyskach olimpijskich.